# Мэнчжоу
«Мэнчжоу» (кит. трад. 梦舟; в переводе на русский — «Корабль мечты»), ранее — Китайский пилотируемый космический корабль нового поколения (кит. упр. 新一代载人飞船, пиньинь XīnYīDài Zàirén Fēichuán) — первый многоразовый пилотируемый космический корабль Китая, разрабатываемый Китайской аэрокосмической научно-технической корпорацией. Назначение — доставка людей на орбиту Земли и Луну. 
Полноразмерный прототип этого корабля, «Шэньлун», совершил первый непилотируемый полёт 5 мая 2020 года. Первые пилотируемые полёты корабля запланированы на 2027-2028 годы.

## Обзор
Китайский пилотируемый космический корабль нового поколения призван стать преемником космического корабля «Шэньчжоу». Он состоит из двух модулей: жилого — возврaщаемого на Землю, и сервисного — с двигателями, энергетикой и системами поддержки жизнеобеспечения Вместимость — 6 человек или 3 человека с 500 кг груза. Диаметр жилого (возвращаемого) модуля — 4,5 м (вдвое больше, чем у «Шэньчжоу»), вес — 5,6 тонн. Корабль является частично многоразовым (за исключением щита тепловой защиты и сервисного модуля), и имеет модульную конструкцию, позволяющую создавать модификации под требования разных задач. Согласно CMSA, вместе с сервисным модулем корабль имеет длину около 8,8 метров и вес около 21,6 тонн при полной загрузке оборудованием и горючим. Лунные миссии запланированы на 2030-е годы. Для вывода корабля на окололунную орбиту планируется использовать ракету-носитель «Чанчжэн-10».
В 2021 году вернувшийся из тестового полёта возвращаемый модуль прототипа корабля временно демонстрировался на Чжухайском аэрокосмическом салоне.

## Испытательные полёты

### 2016
Первый полёт ракеты «Чанчжэн-7», запущенной с космодрома Вэньчан 24 июня 2016 года в 12:00 UTC, состоялся как раз с уменьшенным прототипом КПКК НП, названным «уменьшенная возвращаемая капсула многоцелевого космического корабля» (кит. упр. 多用途飞船缩比返回舱). Эта капсула совершила успешную посадку в пустыне на севере Внутренней Монголии 26 июня 2016 года в 07:41 UTC.
Длительность полёта составила 1 день 19 часов 41 минуту.

### 2020
Испытательный пуск ракеты «Чанчжэн-5B» имел две полезные нагрузки, основной из которых был тестовый прототип китайского пилотируемого космического корабля нового поколения (кит. трад. 新一代载人飞船试验船) «Шэньлун». Запуск успешно состоялся 5 мая 2020 года, в 10:00 UTC. После тестового полёта аппарат совершил успешную посадку в регионе Внутренняя Монголия 8 мая 2020 года в 05:49 UTC. Перед посадкой, во время полёта, этот объект семь раз самостоятельно поднимал свою орбиту, достигнув высоты 8000 км, после чего произошло разделение пилотируемого и сервисного модулей 05:33 UTC. Перед входом в атмосферу спускаемый аппарат совершил аэродинамический манёвр, увеличивший продолжительность входа в атмосферу, для уменьшения пикового нагрева при спуске. После входа в атмосферу аппарат раскрыл три парашюта и воздушную подушку для смягчения посадки. Согласно CASC, изначальная скорость аппарата перед спуском была более 9 км/с.
Длительность полёта составила 2 дня 19 часов 49 минут.

## Сравнение с аналогичными проектами
| Сравнение характеристик некоторых пилотируемых космических кораблей | Сравнение характеристик некоторых пилотируемых космических кораблей                             | Сравнение характеристик некоторых пилотируемых космических кораблей | Сравнение характеристик некоторых пилотируемых космических кораблей                                     | Сравнение характеристик некоторых пилотируемых космических кораблей | Сравнение характеристик некоторых пилотируемых космических кораблей | Сравнение характеристик некоторых пилотируемых космических кораблей | Сравнение характеристик некоторых пилотируемых космических кораблей |
| Название                                                            | Орёл                                                                                            | Орион                                                               | Crew Dragon                                                                                             | CST-100 Starliner                                                   | Мэнчжоу                                                             | Гаганьян                                                            | Starship                                                            |
| ------------------------------------------------------------------- | ----------------------------------------------------------------------------------------------- | ------------------------------------------------------------------- | --- | ------------------------------------------------------------------- | ------------------------------------------------------------------- | ------------------------------------------------------------------- | ------------------------------------------------------------------- |
| Разработчик                                                         | РКК «Энергия»                                                                                   | Lockheed Martin                                                     | SpaceX                                                                                                  | Boeing                                                              | CAST                                                                | ISRO                                                                | SpaceX                                                              |
| Внешний вид                                                         |                                                                                                 |                                                                     | SpaceX Dragon v2 (Crew) artist depiction (16787988882)                                                  |                                                                     |                                                                     |                                                                     |                                                                     |
| Назначение                                                          | - к ОС на НОО (МКС, НОКС) - грузовая модификация к ОС на НОО - к Луне, - к астероидам - к Марсу | - к Луне, Gateway - к Марсу - к МКС - к астероиду                   | - к ОС на НОО (МКС) - грузовая модификация к ОС на НОО - автономно на НОО - к Луне (без посадки) (2018) | - к ОС на НОО (МКС)                                                 | - к ОС на НОО - грузовая модификация к ОС на НОО - к Луне           | НОО                                                                 | - к ОС на НОО - к Луне, Gateway - к Марсу                           |
| При полёте на НОО                                                   |                                                                                                 |                                                                     | |                                                                     |                                                                     |                                                                     |                                                                     |
| Год первого орбитального беспилотного запуска                       | 2028 (Ангара-А5)                                                                                | 2014 (Delta IV Heavy)                                               | 2019 (Falcon 9)                                                                                         | 2019 (Атлас-5)                                                      | 2020 (LM-5B)                                                        | 2024 (LVM-3)                                                        | 2024                                                                |
| Год первого пилотируемого полёта                                    | 2029 (Ангара-А5М(П))                                                                            | —                                                                   | 2020 | 2024                                                                |                                                                     | 2026                                                                |                                                                     |
| Экипаж, чел.                                                        | 4                                                                                               | —                                                                   | 4 | по контракту с НАСА — 4, максимальная — 7                           | до 6—7                                                              | 3                                                                   | до 100                                                              |
| Стартовая масса, т                                                  | 14,4                                                                                            | —                                                                   | 12 | 14                                                                  | 21,6                                                                |                                                                     | 1320 (4800 включая первую ступень)                                  |
| Масса полезного груза в пилотируемом полёте, т                      | 0,5                                                                                             | —                                                                   | | 0,1                                                                 |                                                                     |                                                                     |                                                                     |
| Масса полезного груза грузовой версии, т                            | 2                                                                                               | —                                                                   | 6 | 0,27                                                                |                                                                     |                                                                     | от 100 до 150 (запуск с возвращением) до 250 (расходуемый запуск)   |
| Продолжительность полёта в составе станции                          | До 365 дней (НОО)                                                                               | —                                                                   | До 720 дней                                                                                             | До 210 дней                                                         |                                                                     |                                                                     |                                                                     |
| Продолжительность автономного полёта                                | До 30 дней                                                                                      |                                                                     | До 1 недели                                                                                             | До 60 часов                                                         |                                                                     | 7                                                                   |                                                                     |
| Ракета-носитель                                                     | - Иртыш (Союз-5) - Ангара-А5М(П) - Ангара-А5B                                                   | - Delta IV Heavy                                                    | - Falcon 9                                                                                              | - Атлас-5 - Vulcan                                                  | LM-5B или LM-7                                                      | LVM-3                                                               | Starship                                                            |
| При полёте к Луне                                                   |                                                                                                 |                                                                     | |                                                                     |                                                                     |                                                                     |                                                                     |
| Год первого орбитального беспилотного запуска                       | 2030 (Енисей)                                                                                   | 2022 (SLS)                                                          | — | —                                                                   |                                                                     | —                                                                   | 2025                                                                |
| Год первого пилотируемого полёта                                    | 2031 (Енисей)                                                                                   | 2025 (SLS)                                                          | 2018 | —                                                                   | 2028                                                                | —                                                                   | 2026                                                                |
| Экипаж, чел                                                         | 4                                                                                               | 4                                                                   | 2 | —                                                                   | 3—4                                                                 | —                                                                   | до 100                                                              |
| Стартовая масса, т                                                  | 20,0                                                                                            | 26                                                                  | |                                                                     |                                                                     |                                                                     | 1320 (4800 включая первую ступень)                                  |
| Масса полезного груза в пилотируемом полёте, т                      | 0,1                                                                                             | 0,38                                                                | |                                                                     |                                                                     |                                                                     |                                                                     |
| Продолжительность полёта в составе станции                          | До 180 дней                                                                                     |                                                                     | |                                                                     |                                                                     |                                                                     |                                                                     |
| Продолжительность автономного полёта                                | До 30 дней                                                                                      | До 21 дня                                                           | |                                                                     |                                                                     |                                                                     |                                                                     |
| Ракета-носитель                                                     | - Енисей - Ангара-А5B                                                                           | SLS                                                                 | Falcon Heavy                                                                                            |                                                                     | LM-10                                                               |                                                                     | Starship                                                            |